# Джекилл (телесериал)
«Джекилл» (англ. Jekyll) — мини-сериал ВВС. Основан на повести Роберта Луиса Стивенсона «Странная история доктора Джекила и мистера Хайда». Автор сценария — Стивен Моффат. Режиссёр — Скотт Закарин. Сценарий 2 сезона также был написан Стивеном Моффатом, однако BBC не было заинтересовано в съёмках. Сериал рекламировался слоганом «у каждого есть тёмная сторона» англ. everyone has a dark side.

## Сюжет
Англия, наши дни. Современный потомок героев Стивенсона, доктор Том Джекман, продолжает борьбу с «семейным» проклятием — своей тёмной стороной. Используя современные средства техники и медицины, он пытается обуздать в себе жестокого маньяка — мистера Хайда, и уберечь от него свою семью.
За доктором Джекманом и мистером Хайдом охотится таинственная организация с безграничными финансовыми возможностями. Её цель — подчинить Хайда своим загадочным планам.

## В ролях
- Джеймс Несбитт — Том Джекман
- Джина Беллман — Клэр Джекман, жена Тома
- Патерсон Джозеф — Бенджамин
- Денис Лоусон (Denis Lawson) — Питер Сейм, Друг Джекмана
- Мишель Райан — Кэтрин Реймер, секретарь и доверенное лицо Джекмана
- Мира Сайал (Meera Syal) — Миранда, частный детектив
- Фенелла Вулгар (Fenella Woolgar) — Мин, напарница Миранды
- Линда Марлоу — миссис Уттерсон
- Эндрю Бирн — Эдди Джекман
- Кристофер Дэй — Гарри Джекман

## Награды и номинации
- 2008 — Academy of Science Fiction, Fantasy & Horror Films, USA — Номинирован на Saturn Award — Best International Series
- 2008 — Golden Globes, USA — Номинирован на Golden Globe — Best Performance by an Actor in a Mini-Series or a Motion Picture Made for Television — Джеймс Несбитт